# Unió de Pagesos de Mallorca

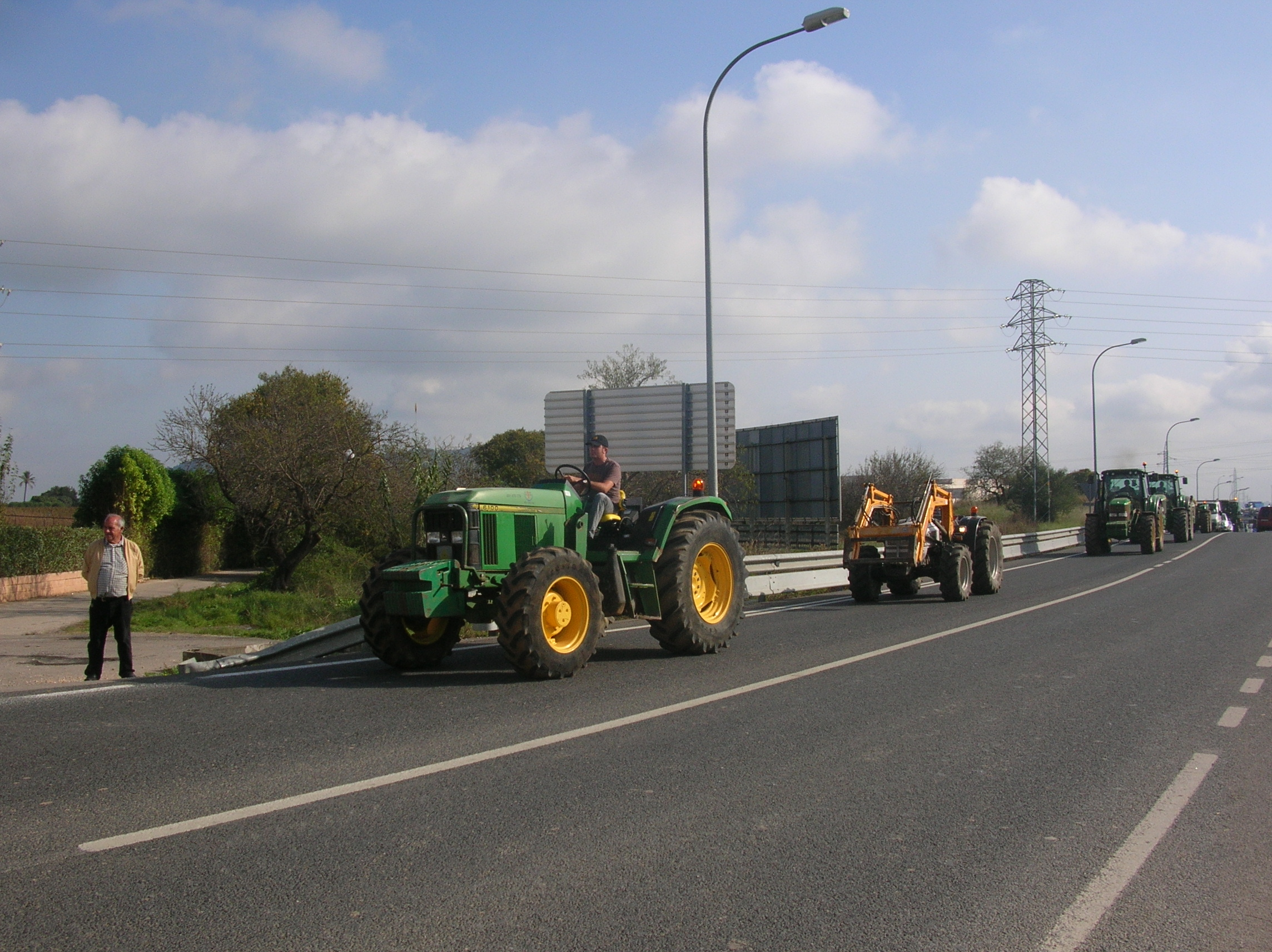
Mobilització pagesa a Mallorca en defensa d'un gasoli professional

Unió de Pagesos de Mallorca és un sindicat d'agricultors i ramaders de l'illa de Mallorca fundat el 1977. El 1976, amb motiu de les activitats de l'àmbit d'agricultura del Congrés de Cultura Catalana, es va iniciar el procés constituent. L'objectiu dels pagesos que hi participaren va ser el de crear una associació agrària democràtica i independent capaç de defensar els interessos de la pagesia mallorquina.

## Història

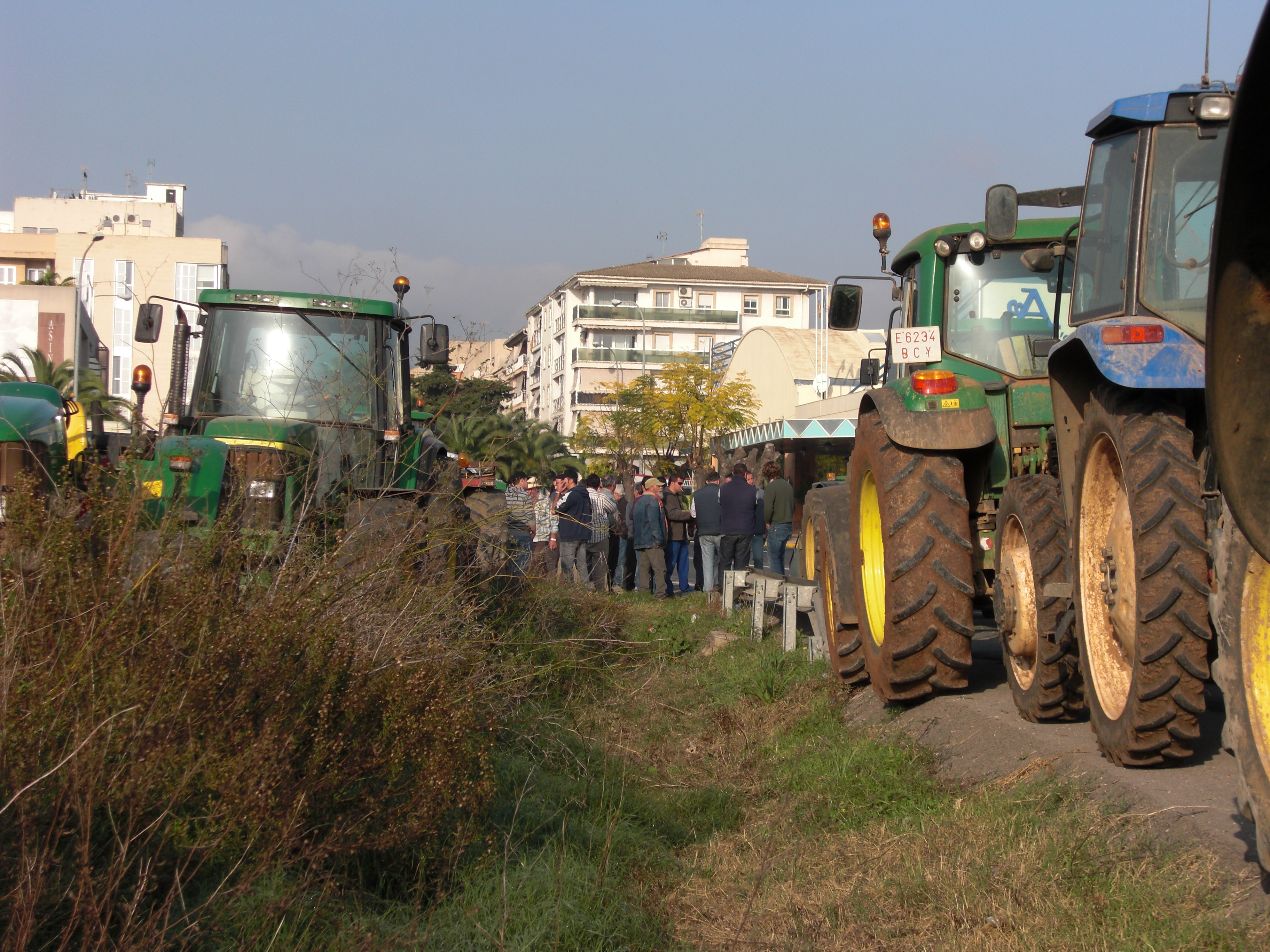
Reivindicació pagesa a Mallorca

Després d'un primer moment de treball a la clandestinitat, l'abril de 1977 el sindicat es va presentar en públic i el 30 de maig va ser legalitzat.
L'any 1979 va sortir a la llum la revista Mallorca Pagesa. Des del primer moment Unió de Pagesos de Mallorca va estar molt unida a la Unió de Pagesos de Catalunya. Entre els pagesos que impulsaren l'associacionisme democràtic s'ha d'esmentar Joan Mas "Collet", Joana Tugores, Jaume Estrany, Llorenç Rigo, Bartomeu Torres Bernat i Josep Estelrich Mieres.
En els anys vuitanta es dugueren a terme les primeres mobilitzacions, entre elles cal destacar la gran tractorada del gasoil i la “Vaga dels Bous”. Per primera vegada els pagesos mallorquins plantaren cara en la defensa del seu futur. El 1983 la Unió de Pagesos va celebrar el seu primer congrés a Sineu i el 1985 el segon congrés a Vilafranca. El 1990 els afiliats d'Unió de Pagesos repartiren llet a la Plaça d'Espanya de Palma en protesta pels baixos preus i el 1992 s'organitzà una protesta davant el consolat dels Estats Units d'Amèrica pels acords del GATT.
El 1992, en el seu si, es creà la Unió de Pagesos Joves de Mallorca. El mateix any es fundà dins la mateixa organització el Grup de Pagesos per l'Agricultura Ecològica. A partir de 1995 en fou la coordinadora Margalida Estelrich. Els darrers secretaris generals de l'entitat han estat Joan Sastre, Jaume Pocoví, Pere Calafat i Gabriel Torrens.